# Trung Sơn, Thanh Hóa
Trung Sơn là một xã thuộc tỉnh Thanh Hóa, Việt Nam.

## Địa lý
Xã Trung Sơn nằm hai bên bờ sông Mã ở vùng cao phía tây bắc tỉnh Thanh Hóa, có vị trí địa lý:
- Phía nam giáp các xã Mường Lý, Trung Lý
- Phía đông giáp xã Trung Thành
- Phía đông bắc giáp tỉnh Phú Thọ
- Phía tây và tây bắc giáp tỉnh Sơn La.

Xã Trung Sơn có diện tích tự nhiên 76,81 km², quy mô dân số năm 2024 là 3.254 người, mật độ dân số đạt 42 người/km².
Xã là nơi đặt nhà máy chính của Thủy điện Trung Sơn.

## Lịch sử
Địa bàn của xã Trung Sơn đến trước năm 1963 thuộc xã Trung Thành, huyện Quan Hóa.
Theo Quyết định số 30-CP ngày 6 tháng 3 năm 1963 của Hội đồng Chính phủ, xã Trung Thành được chia thành 2 xã mới: Trung Thành, Trung Sơn. Xã Trung Sơn có 4 chòm: Chiềng Páng, Pượn, Táu Bán, Xước.
Ngày 16 tháng 6 năm 2025, huyện Quan Hóa bị giải thể do bỏ cấp huyện; xã Trung Sơn chính thức là đơn vị hành chính trực thuộc tỉnh Thanh Hóa từ ngày 1 tháng 7 năm 2025.

## Hành chính
Xã Trung Sơn có 6 bản: Bó, Chiềng, Co Me, Pạo, Pượn, Ta Bán.